# Jan Ooms
Jan Hendrik (Jan) Ooms (Twello, 20 juni 1915 – Los Angeles, 1975) was een Nederlandse schilder, tekenaar, mozaïekkunstenaar en glazenier. In de Verenigde Staten werkte hij onder de naam Jan Ooms van Diestelhoff.

## Leven en werk
Ooms was een zoon van wasbaas en bleker Martinus Ooms en Lucretia Diestelhof. Hij werd opgeleid aan de avondtekenscholen in Twello en Deventer. Hij werkte tot 1933 als volontair bij het glazeniersbedrijf Bronsvoort in Twello en vervolgens tot 1938 als glaszetter in Winschoten. Van 1938 tot 1943 was hij leerling van J.H.E. Schilling bij de Arnhemse Academie Kunstoefening. Na de oorlog studeerde hij aan de Rijksacademie in Amsterdam. Hij werkte enige tijd op het atelier van Willem Bogtman tot hij zich in 1948 zich als zelfstandig glazenier in Amsterdam vestigde. Naast Bogtman had ook Gisèle van Waterschoot van der Gracht invloed op zijn werk. Ooms had haar, een leerlinge van Joep Nicolas, tijdens de oorlog leren kennen.
Ooms maakte zijn glas-in-loodramen vaak in opdracht van protestantse kerken en particulieren. Hij maakte daarnaast onder meer schilderijen, litho's, mozaïeken en muurschilderingen. In 1957 emigreerde hij naar de Verenigde Staten. Daar hield hij zich ook bezig met andere technieken als glas in beton en glasappliqué. Hij was lid van de Federatie Nederlandse Kunst, Organisatie voor Christelijke Kunstenaars, Vereniging voor Kerkelijke Kunst Uttecht, de National Society of Mural Painters en de Stained Glass Association of America.

## Werken (selectie)
- Bevrijdingsraam (1947) in het stadhuis van Alkmaar
- glas in lood (1949) voor de Herv. gemeente, Overdinkel
- glas in lood (1952) voor de Maranathakerk, Amsterdam
- glas-in-loodramen (1953) voor de Kruiskerk in Treebeek
- glas-in-loodraam (1955) voor de Chr. Technische School in Aalten
- glas in lood (1956) voor de Oosterkerk, Sneek
- glas in lood (1956) voor de Westerkerk in Hilversum
- twee gebrandschilderde glas-in-loodramen, voorstellend Jeremia en Jesaja, die in de suitedeuren zaten in de woning van Jan Ooms, zijn op 18 februari 2018 geschonken aan de Dorpskerk Twello. Voordat ze aan beide zijden van de preekstoel zijn geplaatst, zijn de ramen gerestaureerd.